# Hedeoma plicata
Hedeoma plicata är en kransblommig växtart som beskrevs av John Torrey. Hedeoma plicata ingår i släktet Hedeoma och familjen kransblommiga växter. Inga underarter finns listade i Catalogue of Life.